# Jos Laus
Jos Laus (Den Haag, 1 augustus 1953) is een Nederlands organist en dirigent.

## Loopbaan
Laus volgde zijn muziekstudie aan het Koninklijk Conservatorium in Den Haag. Nadat hij zijn studie had voltooid volgde hij in Haarlem nog improvisatielessen bij Bernard Bartelink.
Laus werd in 1969 benoemd tot dirigent en organist van de H. Bonifatiuskerk te Rijswijk. Hij vervulde deze functie tot 2004. Hij leidde toen de kerkkoren de "Gloria Deo" en de "Schola Cantorum" en was regelmatig te zien bij televisie-uitzendingen van de KRO. Hierna werd hij benoemd tot dirigent en organist St. Jacobus de Meerderekerk in Den Haag waar hij de koren "Cantemus Domino" en "Cantorij" dirigeerde. Daarnaast geeft hij in het buitenland orgelconcerten, waaronder in België, Frankrijk, Duitsland en Indonesië. Als musicus bracht hij ook een aantal cd's uit die zijn opgenomen in Haagse kerken.
In 2019 werd Laus tijdens zijn gouden jubileum benoemd tot Ridder in de Orde van Oranje-Nassau. In dat zelfde jaar ontving hij de Medaille Arts-Sciences-Lettres

## Discografie
- (2001) Concert im Altenberger Dom
- (2003) Koorconcert St. Karl Borromäus
- (2009) Passieconcert Den Haag
- (2010) Franse Messters in de Hofstad
- (2010) Jos Laus bespeelt het Adema/Maarschalkerweerdorgel
- (2011) Capella Sti. Jacobi
- (2013) 40 jaar Haags Orgel Kontakt i.s.m. Johann Th. Lemckert en Aart Bergwerff
- (2013) Joop Schouten - werken voor orgel
- (2016) Capella Sancti Jacobi zingt composities van Max Reger

## Bladmuziek
- Caprice voor orgel
- Komt, vrienden, in den ronden
- Apocalypse 21
- Suite in e-moll - D. Scarlatti